# Metropolitano de Kaohsiung
O Metrô de Kaohsiung é um sistema de metropolitano que serve a cidade chinesa (taiuanesa) de Kaohsiung.